# Brumetz
Brumetz est une commune française située dans le département de l'Aisne en région Hauts-de-France.

## Géographie

### Hydrographie
La commune est située dans le bassin Seine-Normandie. Elle est drainée par le Clignon, le cours d'eau 01 de la Petite Futaie et Marais de la Réserve,,.
Le Clignon, d'une longueur de 30 km, prend sa source dans la commune de Bézu-Saint-Germain et se jette  dans l'Ourcq en limite de Crouy-sur-Ourcq et de Montigny-l'Allier, face à Neufchelles, après avoir traversé 16 communes.

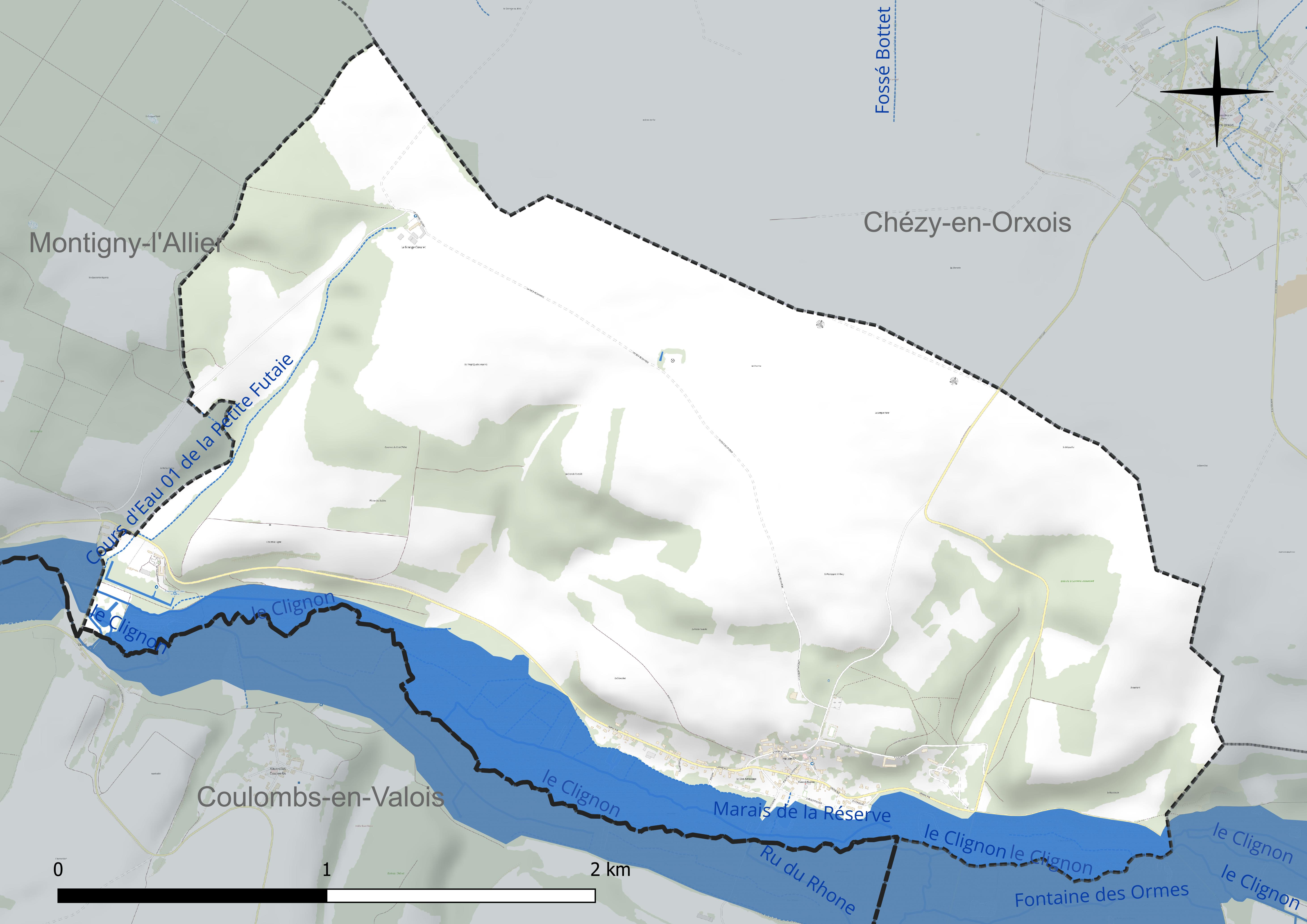
Réseau hydrographique de Brumetz.

### Climat
Pour des articles plus généraux, voir Climat des Hauts-de-France et Climat de l'Aisne.
En 2010, le climat de la commune est de type climat océanique dégradé des plaines du Centre et du Nord, selon une étude du CNRS s'appuyant sur une série de données couvrant la période 1971-2000. En 2020, Météo-France publie une typologie des climats de la France métropolitaine dans laquelle la commune est exposée à un climat océanique altéré et est dans la région climatique Nord-est du bassin Parisien, caractérisée par un ensoleillement médiocre, une pluviométrie moyenne régulièrement répartie au cours de l'année et un hiver froid (3 °C).
Pour la période 1971-2000, la température annuelle moyenne est de 10,6 °C, avec  une amplitude thermique annuelle de 15,3 °C. Le cumul annuel moyen de précipitations est de 722 mm, avec 11,9 jours de précipitations en janvier et 8,2 jours en juillet. Pour la période 1991-2020 la température moyenne annuelle observée sur la station météorologique la plus proche, située sur la commune d'Ussy-sur-Marne à 18 km à vol d'oiseau, est de 11,3 °C et le cumul annuel moyen de précipitations est de 726,5 mm,. Pour l'avenir, les paramètres climatiques de la commune estimés pour 2050 selon différents scénarios d'émission de gaz à effet de serre sont consultables sur un site dédié publié par Météo-France en novembre 2022.

## Urbanisme

### Typologie
Au 1er janvier 2024, Brumetz est catégorisée commune rurale à habitat dispersé, selon la nouvelle grille communale de densité à 7 niveaux définie par l'Insee en 2022.
Elle est située hors unité urbaine. Par ailleurs la commune fait partie de l'aire d'attraction de Paris, dont elle est une commune de la couronne,.

### Occupation des sols
L'occupation des sols de la commune, telle qu'elle ressort de la base de données européenne d'occupation biophysique des sols Corine Land Cover (CLC), est marquée par l'importance des territoires agricoles (55,4 % en 2018), une proportion identique à celle de 1990 (55,4 %). La répartition détaillée en 2018 est la suivante : 
terres arables (55,4 %), forêts (41,1 %), zones urbanisées (3,5 %), prairies (0,1 %).
L'évolution de l'occupation des sols de la commune et de ses infrastructures peut être observée sur les différentes représentations cartographiques du territoire : la carte de Cassini (XVIIIe siècle), la carte d'état-major (1820-1866) et les cartes ou photos aériennes de l'IGN pour la période actuelle (1950 à aujourd'hui).

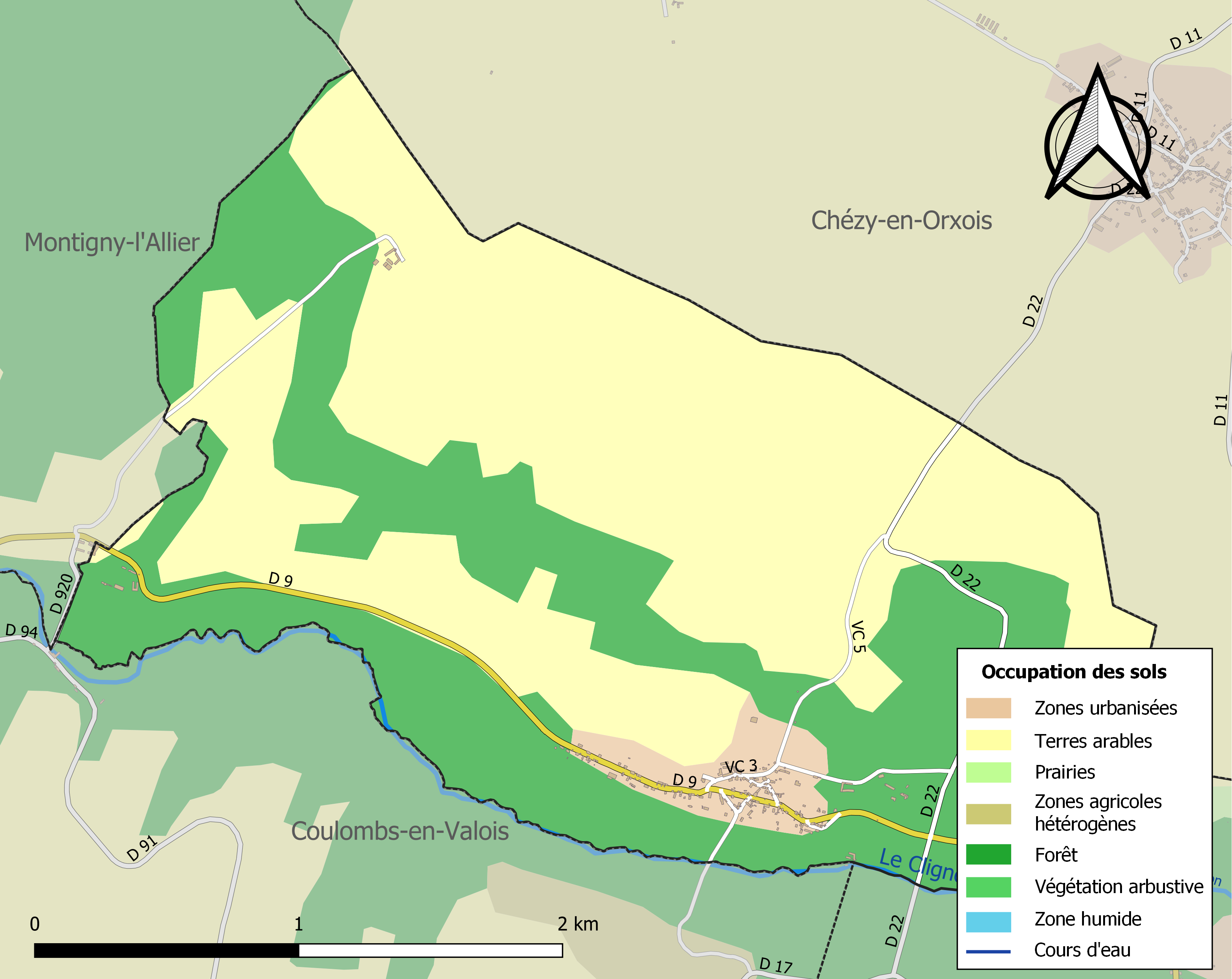
Carte des infrastructures et de l'occupation des sols de la commune en 2018 (CLC).

## Toponymie
Le nom de la localité est attesté sous les formes Brumez (1344) ; Brumes (1480) ; Brumet (1554) ; Brumetz (1674) ; Breumeltz (1678) ; paroisse de Saint-Crépin-de-Brumetz (1684).

## Politique et administration

### Découpage territorial
La commune de Brumetz est membre de la communauté d'agglomération de la Région de Château-Thierry, un établissement public de coopération intercommunale (EPCI) à fiscalité propre créé le 1er janvier 2017 dont le siège est à Étampes-sur-Marne. Ce dernier est par ailleurs membre d'autres groupements intercommunaux.
Sur le plan administratif, elle est rattachée à l'arrondissement de Château-Thierry, au département de l'Aisne et à la région Hauts-de-France. Sur le plan électoral, elle dépend du  canton de Villers-Cotterêts pour l'élection des conseillers départementaux, depuis le redécoupage cantonal de 2014 entré en vigueur en 2015, et de la cinquième circonscription de l'Aisne  pour les élections législatives, depuis le dernier découpage électoral de 2010.

### Administration municipale
| Période                                  | Période                       | Identité           | Étiquette | Qualité                                    |
| ---------------------------------------- | ----------------------------- | ------------------ | --------- | ------------------------------------------ |
| Les données manquantes sont à compléter. |                               |                    |           |                                            |
| avant 1988                               | ?                             | Henri Confais      |           |                                            |
| mars 2001                                | mars 2008                     | Gilles Brosset     | DVD       |                                            |
| mars 2008                                | mars 2014                     | Vincent Champenois |           |                                            |
| mars 2014                                | En cours (au 11 juillet 2020) | Hubert Guérin      | SE        | Agriculteur Réélu pour le mandat 2020-2026 |

## Démographie
L'évolution du nombre d'habitants est connue à travers les recensements de la population effectués dans la commune depuis 1793. Pour les communes de moins de 10 000 habitants, une enquête de recensement portant sur toute la population est réalisée tous les cinq ans, les populations de référence des années intermédiaires étant quant à elles estimées par interpolation ou extrapolation. Pour la commune, le premier recensement exhaustif entrant dans le cadre du nouveau dispositif a été réalisé en 2005.

En 2022, la commune comptait 179 habitants, en évolution de −15,96 % par rapport à 2016 (Aisne : −1,97 %, France hors Mayotte : +2,11 %).
| 1793 | 1800 | 1806 | 1821 | 1831 | 1836 | 1841 | 1846 | 1851 |
| ---- | ---- | ---- | ---- | ---- | ---- | ---- | ---- | ---- |
| 183  | 265  | 243  | 238  | 292  | 316  | 307  | 312  | 284  |

| 1856 | 1861 | 1866 | 1872 | 1876 | 1881 | 1886 | 1891 | 1896 |
| ---- | ---- | ---- | ---- | ---- | ---- | ---- | ---- | ---- |
| 289  | 275  | 240  | 226  | 239  | 222  | 198  | 204  | 213  |

| 1901 | 1906 | 1911 | 1921 | 1926 | 1931 | 1936 | 1946 | 1954 |
| ---- | ---- | ---- | ---- | ---- | ---- | ---- | ---- | ---- |
| 211  | 178  | 181  | 179  | 141  | 156  | 168  | 185  | 193  |

| 1962 | 1968 | 1975 | 1982 | 1990 | 1999 | 2005 | 2006 | 2010 |
| ---- | ---- | ---- | ---- | ---- | ---- | ---- | ---- | ---- |
| 159  | 166  | 199  | 106  | 166  | 183  | 202  | 200  | 222  |

| 2015 | 2020 | 2022 | - | - | - | - | - | - |
| ---- | ---- | ---- | - | - | - | - | - | - |
| 213  | 183  | 179  | - | - | - | - | - | - |

## Culture locale et patrimoine

### Lieux et monuments

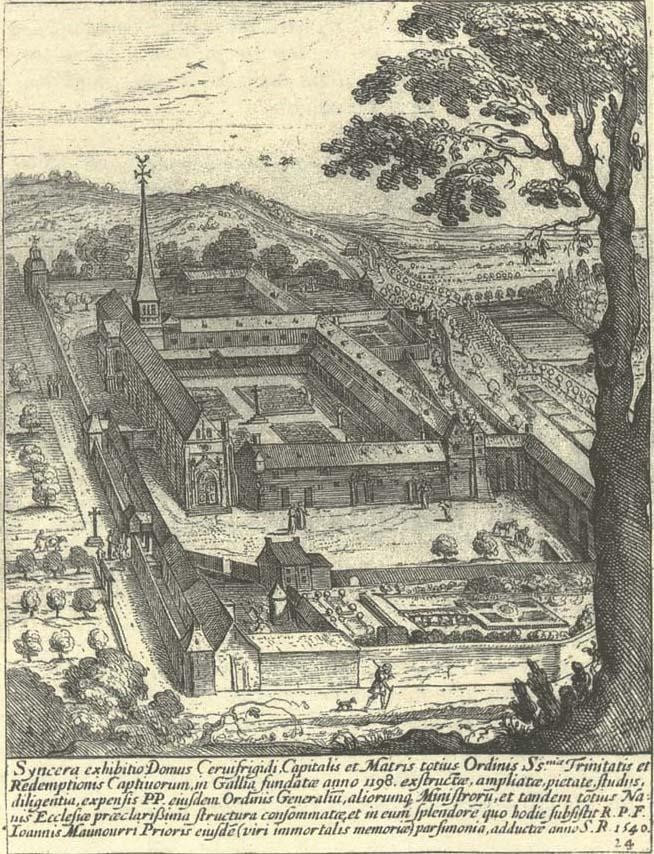
Le couvent de Cerfroid en 1540.

- L'église Saint-Crépin du XIIe siècle est classée monument historique depuis 1920.
- Le couvent de Cerfroid ou maison de la Trinité de Cerfroid, a été fondé par saint Félix de Valois en 1198. La noblesse des environs lui offrit des terres et une maison pour sa mission qu'il fonda avec saint Jean de Matha : racheter des chrétiens prisonniers en Orient et réaliser des œuvres de miséricorde. En huit siècles, plus de 100 000 captifs ont été rachetés par les Trinitaires, dont Miguel de Cervantès. Le couvent entouré d'un terrain de trois hectares, est un lieu de retraites consacrées à la prière.

### Personnalités liées à la commune
- Saint Jean de Matha (1160-1213) à l'origine de l'ordre des Trinitaires dont Cerfroid sera le siège jusqu'en 1792.
- Félix de Valois (1127-1212) est mort au couvent de Cerfroid en tant que premier abbé.
- François Vatable, Vateblé ou Watebled, théologien français.
- Armand de Melun, homme politique français du XIXe siècle.
- Anatole de Melun, frère jumeau du précédent, homme politique français du XIXe siècle.

## Pour approfondir